# Handelskai (metropolitana di Vienna)
Handelskai è una stazione della linea U6 della metropolitana di Vienna situata nel 20º distretto.

## Descrizione
La fermata è stata inaugurata il 4 maggio 1996 come parte del prolungamento settentrionale della linea metropolitana U6 da Nußdorfer Straße a Floridsdorf e si trova sopra la omonima stazione ferroviaria con cui costituisce un nodo di traffico intermodale.
La stazione è in posizione elevata e parallela ai marciapiedi della Stammstrecke. L'accesso ai treni avviene tramite banchine laterali lunghe 150 metri.
Il traffico passeggeri è aumentato con l'apertura del centro commerciale Millenniumcity e del cinema multisala adiacente nel 1999. Nel 2010, l'apertura del complesso di uffici Rivergate a nord di Maria-Restituta-Platz ha ulteriormente aumentato il numero di passeggeri.

## Ingressi
- Engerthstraße
- Donaupromenade